# Kokomo
Kokomo é uma cidade americana situada no estado de Indiana. É a sede do condado de Howard.

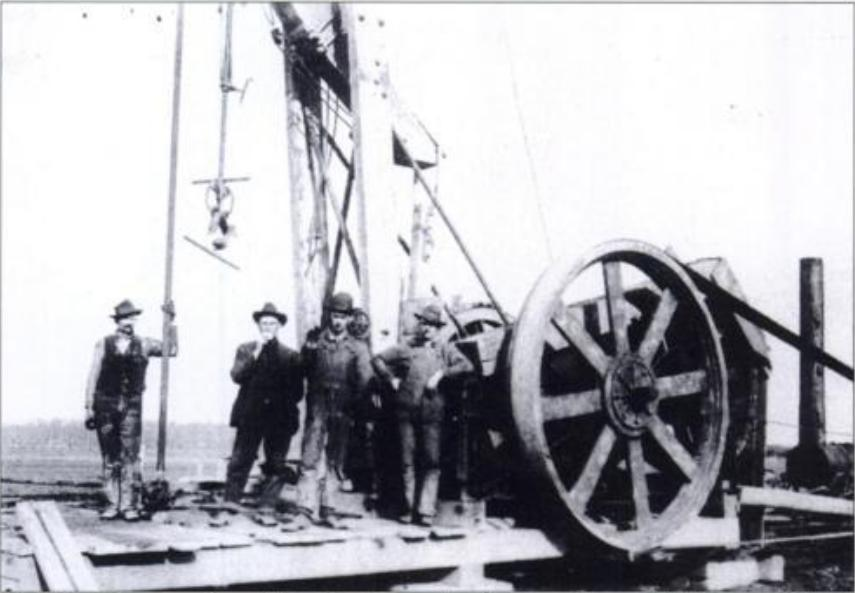
Extração de gás natural perto de Kokomo, Indiana durante o Indiana Gas Boom, c. 1885

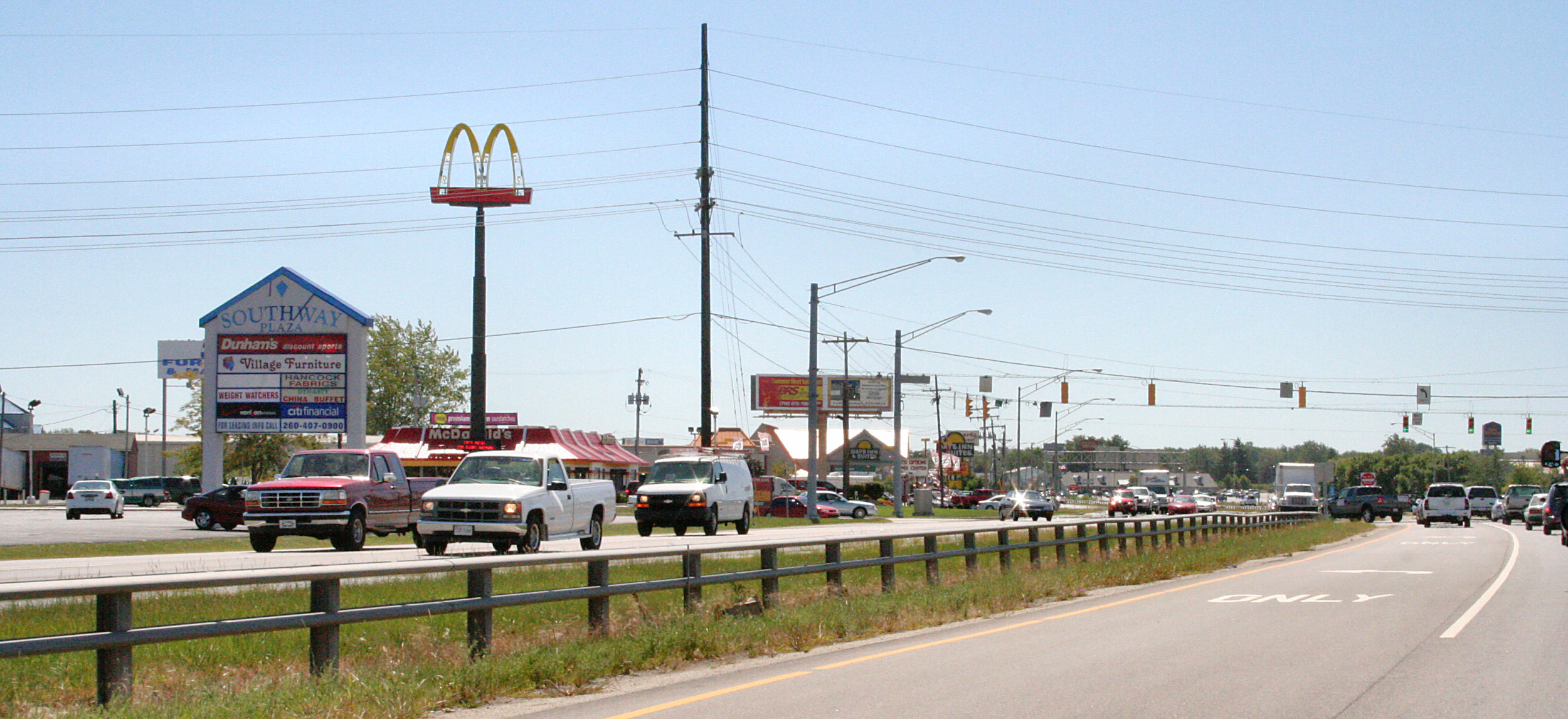
A auto-estrada US31 em Kokomo, Indiana

## Demografia
Segundo o censo americano de 2000, a sua população era de 46 113 habitantes.

## História
Kokomo deve o seu nome a um ameríndio Miami tido por chefe, depois verificado ser apenas lenda, chamado Ma-Ko-Ko-Mo, por vezes dito "Koh-Koh-Mah" ou "Kokomoko". O nome significa "avelã negra". O local era posto de comércio entre os ameríndios e euro-americanos no início do século XIX. David Foster fundou o primeiro posto de comércio no condado de Howard. Em 1844, Foster doou 160 000 m2 da sua terra para criar uma sede de condado em Kokomo, com um tribunal para uso da comunidade. Foi incorporada como cidade em 1865.
Kokomo é oficialmente conhecida como "City of Firsts" por, entre outros feitos, ter sido o local pioneiro nos Estados Unidos para a indústria automóvel, com Elwood Haynes a aí testar o seu motor de combustão interna em 4 de julho de 1894. Haynes e os seus sócios construíram uma série de outros veículos nos anos seguintes: a empresa Haynes-Apperson Automobile Company para a produção em massa de veículos automóveis foi fundada em Kokomo em 1898. Haynes ainda criaria indústrias de aço em 1912.

## Localidades na vizinhança
O diagrama seguinte representa as localidades num raio de 15 km ao redor de Kokomo.